# Zeitz
Zeitz este un oraș din landul Saxonia-Anhalt, Germania.
1. ↑  Christian Thieme als Oberbürgermeister wiedergewählt (în germană), 8 martie 2023, accesat în 25 decembrie 2023
2. ↑  Alle politisch selbständigen Gemeinden mit ausgewählten Merkmalen am 31.12.2018 (4. Quartal) (în germană), Statistisches Bundesamt[*], arhivat din original la 10 martie 2019, accesat în 10 martie 2019
3. ↑  Sachsen-Anhalt-Viewer